# Taiwan Today
Taiwan Today（今日台湾）とは、中華民国（台湾）政府が開設したニュースサイトである。台湾の政治・経済の情勢および重要な出来事と見方を世界各地に発信している。

## 概要
同サイトは当初、行政院新聞局により創設され、省庁再編のため、2012年5月20日から外交部に業務が引き継がれた。同サイトの内容は、最新のニュースやニュース写真、評論、主張、特別報道、イベント情報、漫画などさまざまなコンテンツをそろえている。現在、フランス語版（2002年創設）、英語版（2009年創設）、日本語版（2011年創設）が設けられている。

## 「Taiwan Today」日本語版
「Taiwan Today」日本語版は、2011年8月1日に開設された、中華民国初の中央政府省庁による日本語ニュースサイト。「Taiwan Today」日本語版訪問者数は2013年5月までに、延べ36万人以上に達し、ページビューは延べ101万回を突破した。訪問者の内訳は80％が日本、18.4％が台湾で、その他米国、香港、韓国、タイなどとなっている。また、2012年1月11日に、日本経済新聞系列の日本経済新聞デジタルメディアと提携契約を交わした。日本上場企業の70％、3大メガバンク、5大商社、政府機関、図書館、主要大学などがサービスを利用する、同社運営の日本最大級のオンラインデータベース「日経テレコン21」を通じて、台湾の最新の重要情報が素早く入手できるようになっている。